# Tyler Cavanaugh
Tyler Robert Cavanaugh (ur. 9 lutego 1994 w Syracuse) – amerykański koszykarz, występujący na pozycji silnego skrzydłowego, obecnie zawodnik Žalgiris Kowno.
11 maja 2018 został zwolniony przez Atlantę Hawks. 1 sierpnia podpisał umowę z Utah Jazz na występy zarówno w NBA, jak i zespole G-League – Salt Lake City Stars.
21 lipca 2019 został zawodnikiem niemieckiej Alby Berlin.
17 lipca 2020 dołączył do hiszpańskiego Iberostar Tenerife CB Canarias.
15 czerwca 2021 zawarł umowę z Žalgirisem Kowno.

## Osiągnięcia
Stan na 15 czerwca 2021, na podstawie, o ile nie zaznaczono inaczej.
NCAA
- Mistrz turnieju National Invitation Tournament  (NIT – 2016)
- MVP turnieju:
  - NIT (2016)[8]
  - meczu gwiazd Reese's College (2017)
- Zaliczony do:
  - I składu turnieju:
    - NIT (2016)
    - Barclays Center Classic (2016)

  - II składu All-Atlantic 10 (2016, 2017)
  - składu: 
    - ACC All-Academic Team (2013)
    - Wake Forest's Athletic Director's Honor Roll (2013)
- Zawodnik tygodnia konferencji Atlantic 10 (13.02.2017, 7.03.2017)
- Lider Atlantic 10 w liczbie celnych (167) i oddanych (202) rzutów wolnych (2016)[9]

Drużynowe
- Zdobywca Pucharu Niemiec (2020)[10]